# Abel Xavier
Abel Luís da Silva Costa Xavier (Nampula, 30 novembre 1972) è un allenatore di calcio ed ex calciatore portoghese, di ruolo difensore.

## Carriera

### Club
Iniziò la sua carriera in Portogallo, nel Clube de Futebol Estrela da Amadora, con cui disputò la sua prima stagione in Primeira Liga, la massima divisione portoghese: nell'anno del suo arrivo la squadra si piazzò al diciottesimo posto e venne retrocessa in Liga de Honra, dove restò per due anni; in tre anni Xavier collezionò 85 presenze e 5 reti.
Nel 1993 venne ceduto al Benfica, dove restò per due stagioni, vincendo anche il campionato portoghese, prima di passare in prestito al Bari nella stagione 1995-1996 per 500 milioni di lire.
Dal 1996 al 1999 ha giocato per diverse squadre: Real Oviedo, PSV (con la quale vinse la Johan Cruijff Schaal) ed Everton. Con quest'ultima ha disputato due stagioni in Premier League, prima di essere ceduto agli avversari del Liverpool. Dopo aver passato un anno nella squadra inglese, militò per tre anni in tre squadre diverse (Galatasaray, Hannover e Roma).
Dopo aver trascorso qualche tempo senza un club, passò al Middlesbrough. Durante la sua militanza nel club venne accusato di aver usato steroidi e subì una pena di 18 mesi, ridotta a 12 mesi.
Il 14 maggio 2007 firmò per i Los Angeles Galaxy, con i quali ha giocato due stagioni, collezionando più di 40 presenze, e terminando la sua carriera agonistica.
Il 23 dicembre 2009 ha annunciato il suo ritiro dal calcio e la sua conversione all'Islam, cambiando nome in Feisal.

### Nazionale
Con la Nazionale di calcio del Portogallo ha partecipato al campionato d'Europa 2000, dove divenne uno dei punti di forza della difesa portoghese. A macchiare il suo europeo fu un controverso fallo di mano nella semifinale contro la Francia, che causò un calcio di rigore per gli avversari, poi realizzato da Zinédine Zidane, che eliminò il Portogallo. La scelta dell'assegnazione del rigore da parte dell'arbitro Günter Benkö, nonostante la sua limpidezza, fu contestata dai giocatori portoghesi, fino a portare all'espulsione proprio di Xavier per le ripetute proteste, poiché incredibilmente autoproclamatosi innocente, che gli costarono anche 24 giornate di squalifica (nazionale e club) da parte dell'UEFA per aver aggredito l'arbitro.
Venne convocato anche per il campionato del mondo 2002, scendendo in campo solo nei minuti finali della partita della fase a gironi contro la Corea del Sud.

## Statistiche

### Presenze e reti nei club
Statistiche aggiornate al 29 marzo 2025.
| Stagione               | Squadra                | Campionato             | Campionato | Campionato | Coppe nazionali | Coppe nazionali | Coppe nazionali | Coppe internazionali | Coppe internazionali | Coppe internazionali | Altre coppe | Altre coppe | Altre coppe | Totale | Totale |
| Stagione               | Squadra                | Comp                   | Pres       | Reti       | Comp            | Pres            | Reti            | Comp                 | Pres                 | Reti                 | Comp        | Pres        | Reti        | Pres   | Reti   |
| ---------------------- | ---------------------- | ---------------------- | ---------- | ---------- | --------------- | --------------- | --------------- | -------------------- | -------------------- | -------------------- | ----------- | ----------- | ----------- | ------ | ------ |
| 1990-1991              | Estrela Amadora        | PL                     | 1          | 0          | CP              | 0               | 0               | -                    | -                    | -                    | -           | -           | -           | 2      | 0      |
| 1991-1992              | Estrela Amadora        | PL                     | 34         | 1          | CP              | 3               | 0               | -                    | -                    | -                    | -           | -           | -           | 37     | 1      |
| 1992-1993              | Estrela Amadora        | PL                     | 34         | 3          | CP              | 2               | 0               | -                    | -                    | -                    | -           | -           | -           | 36     | 3      |
| Totale Estrela Amadora | Totale Estrela Amadora | Totale Estrela Amadora | 70         | 4          |                 | 5               | 0               |                      | -                    | -                    |             | -           | -           | 75     | 4      |
| 1993-1994              | Benfica                | PL                     | 3          | 0          | CP              | 1               | 0               | CdC                  | 8                    | 1                    | -           | -           | -           | 12     | 1      |
| 1994-1995              | Benfica                | PL                     | 3          | 0          | CP              | 3               | 0               | CdC                  | 4                    | 0                    | SP          | 2           | 0           | 34     | 1      |
| Totale Benfica         | Totale Benfica         | Totale Benfica         | 45         | 1          |                 | 7               | 0               |                      | 10                   | 0                    |             | 2           | 0           | 64     | 1      |
| 1995-1996              | Bari                   | A                      | 8          | 0          | CI              | 0               | 0               | -                    | -                    | -                    | -           | -           | -           | 8      | 0      |
| 1996-1997              | Real Oviedo            | PD                     | 32         | 0          | CR              | 3               | 0               | -                    | -                    | -                    | -           | -           | -           | 35     | 0      |
| 1997-1998              | Real Oviedo            | PD                     | 27         | 0          | CR              | 3               | 0               | -                    | -                    | -                    | -           | -           | -           | 30     | 0      |
| Totale Real Oviedo     | Totale Real Oviedo     | Totale Real Oviedo     | 59         | 0          |                 | 6               | 0               |                      | -                    | -                    |             | -           | -           | 65     | 0      |
| 1998-1999              | PSV                    | E                      | 32         | 0          | CO              | 3               | 0               | -                    | -                    | -                    | -           | -           | -           | 35     | 0      |
| 1999-2000              | Everton                | PL                     | 2          | 0          | CP              | 0               | 0               | -                    | -                    | -                    | -           | -           | -           | 2      | 0      |
| 2000-2001              | Everton                | PL                     | 34         | 1          | CP              | 3               | 0               | -                    | -                    | -                    | -           | -           | -           | 37     | 1      |
| 2001-gen.2002          | Everton                | PL                     | 34         | 3          | CP              | 2               | 0               | -                    | -                    | -                    | -           | -           | -           | 36     | 3      |
| Totale Everton         | Totale Everton         | Totale Everton         | 70         | 4          |                 | 5               | 0               |                      | -                    | -                    |             | -           | -           | 75     | 4      |
| gen.-giu.2002          | Liverpool              | PL                     | 32         | 0          | CR              | 3               | 0               | -                    | -                    | -                    | -           | -           | -           | 35     | 0      |
| 2002-gen.2003          | Liverpool              | PL                     | 27         | 0          | CR              | 3               | 0               | -                    | -                    | -                    | -           | -           | -           | 30     | 0      |
| gen.-giu.2003          | Galatasaray            | SL                     | 11         | 0          | TK              | 1               | 0               | -                    | -                    | -                    | -           | -           | -           | 12     | 0      |
| 2003-gen.2004          | Liverpool              | PL                     | -          | -          | CI              | -               | -               | -                    | -                    | -                    | -           | -           | -           | -      | -      |
| Totale Liverpool       | Totale Liverpool       | Totale Liverpool       | 70         | 4          |                 | 5               | 0               |                      | -                    | -                    |             | -           | -           | 75     | 4      |
| gen.-giu.2004          | Hannover 96            | BL                     | 23         | 0          | CG              | 3               | 0               | -                    | -                    | -                    | -           | -           | -           | 26     | 0      |
| gen.-giu.2005          | Roma                   | A                      | 3          | 0          | CI              | 1               | 0               | -                    | -                    | -                    | -           | -           | -           | 4      | 0      |
| 2005-gen.2006          | Middlesbrough          | PL                     | 23         | 0          | CI              | 3               | 0               | -                    | -                    | -                    | -           | -           | -           | 26     | 0      |
| nov.2006-giu.2007      | Middlesbrough          | PL                     | 14         | 1          | CI              | 6               | 0               | -                    | -                    | -                    | -           | -           | -           | 26     | 0      |
| Totale Middlesbrough   | Totale Middlesbrough   | Totale Middlesbrough   | 70         | 4          |                 | 5               | 0               |                      | -                    | -                    |             | -           | -           | 75     | 4      |
| 2007                   | LA Galaxy              | MLS                    | 27         | 22         | USOC            | 0               | 0               | -                    | -                    | -                    | -           | -           | -           | 27     | 22     |
| 2008                   | LA Galaxy              | MLS                    | 29+2       | 30+1       | USOC            | 0               | 0               | -                    | -                    | -                    | -           | -           | -           | 31     | 31     |
| Totale L.A. Galaxy     | Totale L.A. Galaxy     | Totale L.A. Galaxy     | 56+2       | 52+1       |                 | 0               | 0               |                      | -                    | -                    |             | -           | -           | 58     | 53     |
| Totale carriera        | Totale carriera        | Totale carriera        | 639        | 406        |                 | 62              | 43              |                      | 149                  | 57                   |             | 16          | 5           | 866    | 511    |

### Cronologia presenze e reti in nazionale
| Cronologia completa delle presenze e delle reti in nazionale ― Portogallo | Cronologia completa delle presenze e delle reti in nazionale ― Portogallo | Cronologia completa delle presenze e delle reti in nazionale ― Portogallo | Cronologia completa delle presenze e delle reti in nazionale ― Portogallo | Cronologia completa delle presenze e delle reti in nazionale ― Portogallo | Cronologia completa delle presenze e delle reti in nazionale ― Portogallo | Cronologia completa delle presenze e delle reti in nazionale ― Portogallo | Cronologia completa delle presenze e delle reti in nazionale ― Portogallo |
| Data                                                                      | Città                                                                     | In casa                                                                   | Risultato                                                                 | Ospiti                                                                    | Competizione                                                              | Reti                                                                      | Note                                                                      |
| ------------------------------------------------------------------------- | ------------------------------------------------------------------------- | ------------------------------------------------------------------------- | ------------------------------------------------------------------------- | ------------------------------------------------------------------------- | ------------------------------------------------------------------------- | ------------------------------------------------------------------------- | ------------------------------------------------------------------------- |
| 31-3-1993                                                                 | Berna                                                                     | Svizzera                                                                  | 1 – 1                                                                     | Portogallo                                                                | Qual. Mondiali 1994                                                       | -                                                                         | 56’                                                                       |
| 28-4-1993                                                                 | Lisbona                                                                   | Portogallo                                                                | 5 – 0                                                                     | Scozia                                                                    | Qual. Mondiali 1994                                                       | -                                                                         |                                                                           |
| 19-6-1993                                                                 | Porto                                                                     | Portogallo                                                                | 4 – 0                                                                     | Malta                                                                     | Qual. Mondiali 1994                                                       | -                                                                         |                                                                           |
| 5-9-1993                                                                  | Tallinn                                                                   | Estonia                                                                   | 0 – 2                                                                     | Portogallo                                                                | Qual. Mondiali 1994                                                       | -                                                                         |                                                                           |
| 22-4-1998                                                                 | Londra                                                                    | Inghilterra                                                               | 3 – 0                                                                     | Portogallo                                                                | Amichevole                                                                | -                                                                         |                                                                           |
| 19-8-1998                                                                 | Ponta Delgada                                                             | Portogallo                                                                | 2 – 1                                                                     | Mozambico                                                                 | Amichevole                                                                | -                                                                         |                                                                           |
| 10-10-1998                                                                | Porto                                                                     | Portogallo                                                                | 0 – 1                                                                     | Romania                                                                   | Qual. Euro 2000                                                           | -                                                                         | 84’                                                                       |
| 14-10-1998                                                                | Bratislava                                                                | Slovacchia                                                                | 0 – 3                                                                     | Portogallo                                                                | Qual. Euro 2000                                                           | 1                                                                         |                                                                           |
| 18-11-1998                                                                | Setúbal                                                                   | Portogallo                                                                | 2 – 0                                                                     | Israele                                                                   | Amichevole                                                                | -                                                                         |                                                                           |
| 5-6-1999                                                                  | Lisbona                                                                   | Portogallo                                                                | 1 – 0                                                                     | Slovacchia                                                                | Qual. Euro 2000                                                           | -                                                                         | 32’                                                                       |
| 9-10-1999                                                                 | Lisbona                                                                   | Portogallo                                                                | 3 – 0                                                                     | Ungheria                                                                  | Qual. Euro 2000                                                           | 1                                                                         | 46’                                                                       |
| 29-3-2000                                                                 | Leiria                                                                    | Portogallo                                                                | 2 – 1                                                                     | Danimarca                                                                 | Amichevole                                                                | -                                                                         | 81’                                                                       |
| 26-4-2000                                                                 | Reggio Calabria                                                           | Italia                                                                    | 2 – 0                                                                     | Portogallo                                                                | Amichevole                                                                | -                                                                         |                                                                           |
| 12-6-2000                                                                 | Eindhoven                                                                 | Portogallo                                                                | 3 – 2                                                                     | Inghilterra                                                               | Euro 2000 - 1º turno                                                      | -                                                                         |                                                                           |
| 28-6-2000                                                                 | Bruxelles                                                                 | Francia                                                                   | 2 – 1 gg                                                                  | Portogallo                                                                | Euro 2000 - Semifinale                                                    | -                                                                         |                                                                           |
| 28-2-2001                                                                 | Funchal                                                                   | Portogallo                                                                | 3 – 0                                                                     | Andorra                                                                   | Qual. Mondiali 2002                                                       | -                                                                         |                                                                           |
| 25-4-2001                                                                 | Saint-Denis                                                               | Francia                                                                   | 4 – 0                                                                     | Portogallo                                                                | Amichevole                                                                | -                                                                         | 51’                                                                       |
| 17-4-2002                                                                 | Lisbona                                                                   | Portogallo                                                                | 1 – 1                                                                     | Brasile                                                                   | Amichevole                                                                | -                                                                         |                                                                           |
| 25-5-2002                                                                 | Macao                                                                     | Cina                                                                      | 0 – 2                                                                     | Portogallo                                                                | Amichevole                                                                | -                                                                         | 46’                                                                       |
| 14-6-2002                                                                 | Incheon                                                                   | Portogallo                                                                | 0 – 1                                                                     | Corea del Sud                                                             | Mondiali 2002 - 1º turno                                                  | -                                                                         | 73’                                                                       |
| Totale                                                                    |                                                                           | Presenze                                                                  | 20                                                                        |                                                                           | Reti                                                                      | 2                                                                         |                                                                           |

| Cronologia completa delle presenze e delle reti in nazionale ― Portogallo under 20 | Cronologia completa delle presenze e delle reti in nazionale ― Portogallo under 20 | Cronologia completa delle presenze e delle reti in nazionale ― Portogallo under 20 | Cronologia completa delle presenze e delle reti in nazionale ― Portogallo under 20 | Cronologia completa delle presenze e delle reti in nazionale ― Portogallo under 20 | Cronologia completa delle presenze e delle reti in nazionale ― Portogallo under 20 | Cronologia completa delle presenze e delle reti in nazionale ― Portogallo under 20 | Cronologia completa delle presenze e delle reti in nazionale ― Portogallo under 20 |
| Data                                                                               | Città                                                                              | In casa                                                                            | Risultato                                                                          | Ospiti                                                                             | Competizione                                                                       | Reti                                                                               | Note                                                                               |
| ---------------------------------------------------------------------------------- | ---------------------------------------------------------------------------------- | ---------------------------------------------------------------------------------- | ---------------------------------------------------------------------------------- | ---------------------------------------------------------------------------------- | ---------------------------------------------------------------------------------- | ---------------------------------------------------------------------------------- | ---------------------------------------------------------------------------------- |
| 14-6-1991                                                                          | Porto                                                                              | Portogallo under 20                                                                | 2 – 0                                                                              | Irlanda under 20                                                                   | Mondiali Under-20 1991 - 1º turno                                                  | -                                                                                  |                                                                                    |
| 17-6-1991                                                                          | Lisbona                                                                            | Portogallo under 20                                                                | 3 – 0                                                                              | Argentina under 20                                                                 | Mondiali Under-20 1991 - 1º turno                                                  | -                                                                                  |                                                                                    |
| 22-6-1991                                                                          | Lisbona                                                                            | Portogallo under 20                                                                | 2 – 1 dts                                                                          | Messico under 20                                                                   | Mondiali Under-20 1991 - Quarti di finale                                          | -                                                                                  |                                                                                    |
| 26-6-1991                                                                          | Lisbona                                                                            | Portogallo under 20                                                                | 1 – 0                                                                              | Australia under 20                                                                 | Mondiali Under-20 1991 - Semifinale                                                | -                                                                                  |                                                                                    |
| Totale                                                                             |                                                                                    | Presenze                                                                           | 4                                                                                  |                                                                                    | Reti                                                                               | 0                                                                                  |                                                                                    |

## Palmarès

### Club

#### Competizioni nazionali
- Segunda Liga: 1

Estrela Amadora: 1992-1993
- Campionato portoghese: 1

Benfica: 1993-1994
- Supercoppa dei Paesi Bassi: 1

PSV: 1998
- Charity Shield: 1

Liverpool: 2001

#### Competizioni internazionali
- Supercoppa UEFA: 1

Liverpool: 2001

### Nazionale
- Campionato mondiale Under-20: 1

Portogallo 1991